# Kim Tu Bong
Kim Tu Bong (kor. 김두봉, 金枓奉) (ur. 16 marca 1886 w Dongnae obecnie Pusan, zm. 1958?) – polityk północnokoreański. Po wstąpieniu w 1946 do Partii Pracy Korei, został przewodniczącym partii. Był pierwszym szefem państwa (przewodniczącym Prezydium Najwyższego Zgromadzenia Ludowego) od 3 września 1948 do 20 września 1957. Jego dalszy los jest nieznany. Prawdopodobnie został zamordowany.